# Clara de Sousa
Maria Clara Marques de Sousa (Estoril, Cascais, 29 de novembro de 1967) é uma jornalista portuguesa. Apresenta o noticiário Jornal da Noite, emitido pela estação televisiva portuguesa SIC. Além de José Alberto Carvalho, Clara de Sousa é a única jornalista portuguesa que já apresentou os noticiários nos três canais generalistas portugueses — a RTP 1, a SIC e a TVI.

## Vida
Nasceu no Estoril e cresceu no Bairro Alentejano, na Parede, em Cascais.  Frequentou o curso de Línguas e Literaturas Modernas na Faculdade de Letras da Universidade de Lisboa. 

## Carreira
Quando ainda era estudante universitária, em 1986, começou a trabalhar como locutora na Rádio Echo, mais tarde Rádio Clube da Parede, uma estação de rádio pirata que  cessou actividade em 1988.  Em 1989, entrou para a Rádio Marginal, também antiga estação de rádio pirata, mas que veio a receber um alvará de emissão do Estado. A partir de 1992, quando obteve a carteira profissional, dedicou-se, definitivamente, ao jornalismo, acabando por ser convidada para directora de informação da estação. 
Em 1991, quando ainda estava na Rádio Marginal, estreou-se em televisão ao apresentar o programa Hé Desporto, na RTP1.  Quando a TVI foi inaugurada, em 1993, Clara de Sousa foi a primeira pivot dos noticiários do canal. Em 1996, mudou-se para a RTP, onde apresentou o Telejornal e se manteve até 2000. 
Já em 2000, entrou para o grupo SIC, onde começou por ser pivot na SIC Notícias, o canal informativo da estação. Foi pivot em vários outros programas da SIC e, hoje, apresenta o Jornal da Noite, em parceria com Rodrigo Guedes de Carvalho. 
Além de José Alberto Carvalho, Clara de Sousa é a única jornalista portuguesa que já apresentou os noticiários dos três canais generalistas portugueses, RTP, SIC e TVI. 
Clara de Sousa é considerada uma das mulheres mais influentes de Portugal.

## Prémios
Em 2011, foi galardoada com o Prémio de Melhor Comunicadora do Ano, nos Trófeus Pedrada no Charco, em Leiria. 
Em 2019, 2020 e 2021, foi distinguida com o prémio de Melhor Jornalista nos Troféus Impala de Televisão. No mesmo ano, na Gala da ‘Superbrands Portugal’, foi distinguida com Prémio Excelência no Jornalismo. 
Em 2025 foi distinguida com o Prémio As Mulheres Mais Influentes de Portugal, 2024.

## Programas

### Rádio
| Ano         | Notas                   | Rádio                        |
| ----------- | ----------------------- | ---------------------------- |
| 1986 - 1989 | Locutora                | Echo (Rádio Clube de Parede) |
| 1989        | Locutora                | Rádio Marginal\|Marginal     |
| 1992        | Directora de Informação | Rádio Marginal\|Marginal     |

### Televisão
| Ano             | Programa                       | Notas         | Canal        |
| --------------- | ------------------------------ | ------------- | ------------ |
| 1991            | Hé Desporto                    | Apresentadora | RTP1         |
| 1993 - 1996     | Informação 4                   | Pivot         | TVI          |
| 1996 - 2000     | Telejornal                     | Pivot         | RTP1         |
| 2000            | Noticiários                    | Pivot         | SIC Notícias |
| 2002-2007       | Primeiro Jornal                | Pivot         | SIC          |
| 2007 - presente | Jornal da Noite                | Pivot         | SIC          |
| 2020            | 5+                             | Apresentadora | OPTO/ SIC    |
| 2021            | XXV Gala dos Globos de Ouro    | Apresentadora | SIC          |
| 2022            | XXVI Gala dos Globos de Ouro   | Apresentadora | SIC          |
| 2023            | XXVII Gala dos Globos de Ouro  | Apresentadora | SIC          |
| 2024            | XXVIII Gala dos Globos de Ouro | Apresentadora | SIC          |

## Ligações Externas
- Clara de Sousa entrevistada por Mariana Cabral (Bumba na Fofinha) no podcast RESET (2021)
- Programa Alta Definição SIC | Clara de Sousa (2021)